# فرودگاه هیوستن
فرودگاه هیوستن (به انگلیسی: Houston Aerodrome) یک فرودگاه همگانی است که یک باند فرود آسفالت دارد و طول باند آن ۱۱۸۹ متر است. این فرودگاه در کشور کانادا قرار دارد و در ارتفاع ۶۵۵ متری از سطح دریا واقع شده‌است.